# Carlos Cuevas
Carlos Cuevas Sisó (Montcada i Reixac, 27 dicembre 1995) è un attore spagnolo famoso per aver interpretato il ruolo di Biel Delmàs nella serie televisiva Ventdelplà e per quello di Pol Rubio in Merlí.

## Biografia

### Inizi
Carlos Cuevas Sisó è nato il 27 dicembre 1995 a Montcada i Reixac (Barcellona) in Catalogna, Spagna. Ha iniziato a recitare nella pubblicità all'età di 5 anni. Dal 2004 lavora come doppiatore per campagne pubblicitarie televisive e radiofoniche, oltre che per film. Ha iniziato a recitare in televisione in un episodio di Trilita, una serie della TV3 creata da Tricicle.
Nel 2005, all'età di 9 anni, divenne noto al pubblico catalano grazie al suo ruolo di Biel Delmàs nella serie televisiva Ventdelplà, nella quale recitò fino alla fine della serie nel 2010.

### Carriera
Nel 2009 ha fatto la sua prima incursione nel cinema, interpretando Dani nel film Cruzando el límite diretto da Xavi Giménez e prodotto dalla Filmax. Nel 2011 ha recitato al Teatre Borràs accanto a Clara Segura e Montse Vellvehí nella commedia Madame Melville di Richard Nelson, diretta da Àngel Llàcer. Nel 2012, è stato nel cast della prima stagione della serie televisiva di Antena 3 Luna, el misterio de Calenda, dove ha interpretato il ruolo di Tomás recitando accanto a Olivia Molina e Álvaro Cervantes. Alla fine di quell'anno, è tornato sul palco, al Teatre Nacional de Catalunya per recitare accanto a Albert Espinosa, Joan Carreras i Goicoechea e molti altri, nella commedia Els nostres tigres beuen llet. Espinosa afferma di aver creato una famiglia fittizia con il buono e il meglio del teatro catalano.
Dall'8 maggio al 22 giugno 2013, ha nuovamente lavorato con Emma Vilarasau, Míriam Iscla, Anna Moliner, Jordi Banacolocha, Pep Planas, Pepa López e Joan Carreras recitando nello spettacolo teatrale Barcelona, diretto da Pere Riera, che tratta della Guerra civile spagnola concentrandosi sul giorno in cui Barcellona fu bombardata dalle truppe franchiste. Nel 2015 ha recitato nel film Ahora o nunca, diretto da María Ripoll. In quello stesso anno è entrato nel cast della serie televisiva Merlí, nel ruolo di Pol Rubio. La serie, a causa della sua grande accettazione da parte del pubblico catalano, è stata successivamente doppiata in spagnolo per una trasmissione nazionale su laSexta.
Nel 2016, ha fatto una piccola apparizione nella serie El Ministerio del Tiempo, dove ha interpretato un immaginario  YouTuber di successo. Nel maggio 2016, ha recitato nel ruolo di protagonista in Romeo e Giulietta di Shakespeare al Espai La Seca di Barcellona, al fianco di Clàudia Benito e sotto la direzione di Marc Chornet. Nel settembre di quell'anno è tornato ad interpretare Pol Rubio nella seconda stagione di Merlí. Nell'ottobre 2016 si è unito al cast della diciottesima stagione della serie Cuéntame cómo pasó, dove ha interpretato il ruolo di Marcos. Insieme a Elisabet Casanovas, sua partner in Merlí, era incaricato di dare il benvenuto alla trasmissione di Capodanno di TV3 del 2017.
Nel 2019 ha recitato nella serie televisiva 45 revoluciones nel ruolo di Rober, e nello spin-off di Merlí, Sapere Aude.
Nel 2021 diventa popolare in Italia grazie al ruolo di Salaì, allievo di Leonardo Da Vinci, nella serie televisiva Leonardo su Rai 1.
Interpreta Àlex nella serie televisiva Smiley del 2022, adattamento dell’opera teatrale di Guillem Clua, incentrata su una storia d’amore queer.

## Filmografia

### Cinema
- Cruzando el límite, regia di Xavi Giménez (2010)
- Ahora o nunca, regia di Maria Ripoll (2015)
- De vuelta, regia di Gabriel Dorado - cortometraggio (2015)
- Gente que viene y bah, regia di Patricia Font (2019)
- El verano que vivimos, regia di Carlos Sedes (2020)

### Televisione
- Viva S Club – serie TV, 1 episodio (2002)
- Ventdelplà – serie TV, 358 episodi (2005-2010)
- Luna, el misterio de Calenda – serie TV, 12 episodi (2012)
- Barcelona, regia di Àngel Biescas e Pere Riera – film TV (2014)
- Em dic Manel! – serie TV, 1 episodio (2016)
- El ministerio del tiempo – serie TV, 3 episodi (2016)
- Merlí – serie TV, 40 episodi (2015-2018)
- Cuéntame – serie TV, 41 episodi (2017-2019)
- 45 giri (45 rpm) – serie TV, 13 episodi (2019)
- Qualcuno deve morire (Alguien tiene que morir) – miniserie TV (2020)
- Merlí: Sapere Aude – serie TV, 16 episodi (2019-2021)
- Leonardo – serie TV, 6 episodi (2021)
- Senza confini (Sin límites) – miniserie TV, 4 episodi (2021)
- Historias para no dormir – serie TV, 1 episodio (2021)
- Smiley – serie TV, 8 episodi (2021)
- Citas Barcelona – serie TV (2023)

## Doppiatore
- Memorie di Idhun (Memorias de Idhún) – serie TV, 5 episodi (2020)